# Copa Heineken 1995–96
A Copa Heineken 1995-96 foi a 1ª edição do torneio, foi vencida pelo time do Toulouse no estádio de Cardiff.

## Times
| França                          | País de Gales                    | Irlanda                       | Romênia           | Itália                            |
| ------------------------------- | -------------------------------- | ----------------------------- | ----------------- | --------------------------------- |
| - Castres - Toulouse - Bordeaux | - Cardiff - Pontypridd - Swansea | - Leinster - Munster - Ulster | - Farul Constanţa | - Benetton Treviso - Rugby Milano |

## Fase de grupos
Os doze Times foram divididas em quatro grupos, os vencedores avançaram para as semifinais.

### Grupo 1
| Team             | P | W | D | L | PF | PA  | +/-  | Pts |
| ---------------- | - | - | - | - | -- | --- | ---- | --- |
| Toulouse         | 2 | 2 | 0 | 0 | 72 | 19  | +53  | 4   |
| Benetton Treviso | 2 | 1 | 0 | 1 | 95 | 26  | +69  | 2   |
| Farul Constanţa  | 2 | 0 | 0 | 2 | 18 | 140 | -122 | 0   |

| 31 de outubro de 1995 15:00                         |         | |                          |
| Farul Constanţa                                     | 10 – 54 | Toulouse | Constança Público: 3,000 |
| Tries: Mihai Foca Con: Emil Florea Pen: Emil Florea |         | Tries: Stephane Ougier Emile Ntamack (2) Thomas Castaignede David Berty (2) Jean-Luc Cester Con: Christophe Deylaud (7) | Constança Público: 3,000 |

| 7 de novembro de 1995 20:00 |        |                                      |                                          |
| Benetton Treviso | 86 – 8 | Farul Constanţa                      | Stadio Comunale di Monigo Público: 3,000 |
| Tries: Piero Dotto (2) Massimiliano Perziano (2) Leandro Manteri (2) Alessandro Troncon Nicola Giuliato Julian Gardner Carlo Checchinato Con: Michael Lynagh (10) Pen: Michael Lynagh (2) |        | Tries: Dorin Talaba Pen: Emil Florea | Stadio Comunale di Monigo Público: 3,000 |

| 15 de dezembro de 1995 20:00                         |        |                                              |                                 |
| Toulouse                                             | 18 – 9 | Benetton Treviso                             | Les Sept Deniers Público: 6,085 |
| Pen: Christophe Deylaud (5) Drop: Christophe Deylaud |        | Pen: Michael Lynagh (2) Drop: Michael Lynagh | Les Sept Deniers Público: 6,085 |

### Grupo 2
| Team            | P | W | D | L | PF | PA | +/- | Pts |
| --------------- | - | - | - | - | -- | -- | --- | --- |
| Cardiff RFC     | 2 | 1 | 1 | 0 | 60 | 20 | +40 | 3   |
| Bègles-Bordeaux | 2 | 1 | 1 | 0 | 43 | 30 | +13 | 3   |
| Ulster          | 2 | 0 | 0 | 2 | 22 | 75 | -53 | 0   |

| 21 de novembro 20:00                               |         |                                        |                                  |
| Bègles-Bordeaux                                    | 14 – 14 | Cardiff                                | Stade Andre Moga Público: 10,000 |
| Tries: Philippe Bernat-Salles Pen: Vincent Etcheto |         | Tries: Mark Bennett Pen: Adrian Davies | Stade Andre Moga Público: 10,000 |

| 28 de novembro 19:15                                                                                    |        |                      |                          |
| Cardiff                                                                                                 | 46 – 6 | Ulster               | Arms Park Público: 3,600 |
| Tries: Mike Hall Stephen John Adrian Davies Andy Moore (2) Con: Adrian Davies (5) Pen:Adrian Davies (2) |        | Pen: Mark McCall (2) | Arms Park Público: 3,600 |

| 13 de dezembro 19:00                                  |         | |                          |
| Ulster                                                | 16 – 29 | Bègles-Bordeaux                                                                                                   | Ravenhill Público: 2,500 |
| Tries: Andrew Matchett Denis McBride Pen: Mark McCall |         | Tries: Pascal Fauthoux Philippe Bernat-Salles Sebastien Loubsens Julien Berthe Con: Pascal Fauthoux Julien Berthe | Ravenhill Público: 2,500 |

### Grupo 3
| Team       | P | W | D | L | PF | PA | +/- | Pts |
| ---------- | - | - | - | - | -- | -- | --- | --- |
| Leinster   | 2 | 2 | 0 | 0 | 47 | 43 | +4  | 4   |
| Pontypridd | 2 | 1 | 0 | 1 | 53 | 35 | +18 | 2   |
| Milano     | 2 | 0 | 0 | 2 | 33 | 55 | -22 | 0   |

| 1 de novembro 14:30                                                           |         |                                                                       |                                         |
| Milano                                                                        | 21 – 24 | Leinster                                                              | Stadio Comunale Giuriati Público: 1,200 |
| Tries: Roberto Crotti Marco Platania Con: Massimo Bonomi Pen: Diego Dominguez |         | Tries: Conor O'Shea Niall Woods Con:Alan McGowan Pen:Alan McGowan (4) | Stadio Comunale Giuriati Público: 1,200 |

| 22 de novembro 19:15                                   |         |                      |                            |
| Pontypridd                                             | 31 – 12 | Milano               | Sardis Road Público: 4,500 |
| Tries: David Manley Neil Jenkins Pen: Neil Jenkins (8) |         | Pen: Diego Dominguez | Sardis Road Público: 4,500 |

| 6 de dezembro 19:00                                                      |         |                                                        |                               |
| Leinster                                                                 | 23 – 22 | Pontypridd                                             | Lansdowne Road Público: 4,000 |
| Tries: Conor O'Shea Alan McGowan Con: Alan McGowan (2) Pen: Alan McGowan |         | Tries: Crispin Cormack Con: Lee Jarvis Pen: Lee Jarvis | Lansdowne Road Público: 4,000 |

### Grupo 4
| Team    | P | W | D | L | PF | PA | +/- | Pts |
| ------- | - | - | - | - | -- | -- | --- | --- |
| Swansea | 2 | 1 | 0 | 1 | 35 | 27 | +8  | 2   |
| Munster | 2 | 1 | 0 | 1 | 29 | 32 | -3  | 2   |
| Castres | 2 | 1 | 0 | 1 | 29 | 34 | -5  | 2   |

| 1 de novembro 14:30                                             |         |                                                        |                             |
| Munster                                                         | 17 – 13 | Swansea                                                | Thomond Park Público: 6,000 |
| Tries: Pat Murray Richard Wallace Con: Ken Smith Pen: Ken Smith |         | Tries: Alan Harris ConAled Williams Pen: Aled Williams | Thomond Park Público: 6,000 |

| 8 de novembro 20:00                                            |         |                |                                      |
| Castres                                                        | 19 – 12 | Munster        | Stade Antoine Beguere Público: 6,500 |
| Tries: Nicolas Combes Con:Laurent Labit Pen: Laurent Labit (4) |         | Pen: Ken Smith | Stade Antoine Beguere Público: 6,500 |

| 5 de dezembro 19:00                                     |         |                                             |                           |
| Swansea                                                 | 22 – 10 | Castres                                     | St Helen's Público: 8,000 |
| Tries: Alan Harris Garin Jenkins Pen: Aled Williams (4) |         | Tries: F Rui Con: Cyril Savy Pen Cyril Savy | St Helen's Público: 8,000 |

## Fase final
|  | Semifinal                                         | Semifinal |    |  | Final                                     | Final |  |
|  |                                                   |           |    |  |                                           |       |  |
|  | 30 de dezembro - Lansdowne Road, Dublin           |           |    |  |                                           |       |  |
|  | Leinster                                          | 14        |    |  |                                           |       |  |
|  | Cardiff                                           | 23        |    |  |                                           |       |  |
|  |                                                   |           |    |  |                                           |       |  |
|  |                                                   |           |    |  | 7 de janeiro - Cardiff Arms Park, Cardiff |       |  |
|  |                                                   |           |    |  | Cardiff                                   | 18    |  |
|  |                                                   | Toulouse  | 21 |  |                                           |       |  |
|  |                                                   |           |    |  |                                           |       |  |
|  |                                                   |           |    |  |                                           |       |  |
|  |                                                   |           |    |  |                                           |       |  |
|  | 30 de dezembro - Stade des Sept Deniers, Toulouse |           |    |  |                                           |       |  |
|  | Toulouse                                          | 30        |    |  |                                           |       |  |
|  | Swansea                                           | 3         |    |  |                                           |       |  |

### Semi-final
| 30 de dezembro 13:30              |         |                                                                           |                                                               |
| Leinster                          | 14 – 23 | Cardiff RFC                                                               | Lansdowne Road, Dublin Público: 7,350 Árbitro: Brian Campsall |
| Try: Chris Pim m Pen: McGowan (3) |         | Tries: Hall c Taylor 50' c Con: Davies (2) Pen: Davies Drop: Davies Moore | Lansdowne Road, Dublin Público: 7,350 Árbitro: Brian Campsall |

| 30 de dezembro 14:00                                                        |        |               |                                                                       |
| Toulouse                                                                    | 30 – 3 | Swansea       | Stade des Sept Deniers, Toulouse Público: 10,000 Árbitro: Jim Fleming |
| Tries: Artiguste c Manent c Penalty try c Con: Deylaud (3) Pen: Deylaud (3) |        | Pen: Williams | Stade des Sept Deniers, Toulouse Público: 10,000 Árbitro: Jim Fleming |

### Final
| 7 de janeiro 14:00 |                       |                                                                             |                                                                  |
| Cardiff RFC        | 18 – 21 (prorrogação) | Toulouse                                                                    | Cardiff Arms Park, Cardiff Público: 21,800 Árbitro: David McHugh |
| Pen: A. Davies (6) | (Report)              | Tries: Castaignede Cazalbou Con: Deylaud Pen: Deylaud (2) Drop: Castaignede | Cardiff Arms Park, Cardiff Público: 21,800 Árbitro: David McHugh |

## Campeão
| Copa Heineken 1995-96                 |
| ------------------------------------- |
| Stade Toulousain Toulouse (1º título) |